# Újvidéki Gépészeti Középiskola
Az Újvidéki Gépészeti Középiskola (szerbül Srednja mašinska škola u Novom Sadu, SMŠ) az egyik legnagyobb középiskola a Vajdaságban. 1936-ban nyílt meg. Az iskola az ipar számára képez szakembereket. Jelenleg 1500-an tanulnak itt.
Az iskola a mai nevét 1990. november 27-én kapta.

## Története
A mai iskola előtt 1909 és 1936 között is működött egy iskola, amely 1911-ig lakatosokat, esztergályosokat, géplakatosokat és vízmérnököket oktatott. 
A város első gépészeti iskoláját a Kereskedelmi és Ipari Minisztérium indította el. Már az alapításkor sok diákot vonzott.
A második világháború alatt magyar iskola lett belőle.
Az iskola története során több, mint 50 000 diák koptatta a padokat. A legnagyobb létszám 1975-ben volt, 2500 diákkal. A szocializmus idején az iskola Boško Palkovljević nevét viselte.

## Külső hivatkozások
- Hivatalos oldal
- E-ocene.org